# Conquista spagnola dei popoli Chibcha
Con la locuzione conquista spagnola dei popoli Chibcha si fa riferimento alla conquista da parte della monarchia spagnola dei popoli di lingua chibcha, soprattutto Muisca e Tairona, che abitavano l'attuale Colombia, dando il via alla colonizzazione spagnola delle Americhe.

## Contesto storico
I primi abitanti della Colombia erano persone migrate dalla Mesoamerica che si stabilirono in quest'area attorno al 1200 a.C., seguiti da altre ondate nel 500 a.C., nel 400 a.C. e nel 300 a.C. In seguito fece la sua comparsa il gruppo degli Arawak, provenienti dal Sudamerica. Un terzo gruppo di persone fu quello dei guerrieri Carib che occuparono le terre più basse spingendo i mesoamericani sulle montagne. Le zone meridionali dell'odierna Colombia facevano parte dell'impero inca.
Al momento dell'arrivo degli spagnoli esistevano due principali tribù economicamente e socialmente sviluppate: i Muisca ed i Tairona, entrambe facenti parte dei popoli Chibcha.

## Precolombiani

### Muisca
I Muisca abitavano l'area oggi occupata dalle alture dei dipartimenti di Boyacá] e Cundinamarca, e soprattutto Altiplano Cundiboyacense. I Muisca erano divisi in due confederazioni: Hunza, il cui re era Zaque, e Bacatá, il cui re era Zipa. Coltivavano mais, patate, cotone ed altro. Abili artigiani di oro, smeraldi, e ceramiche, oltre che produttori di coca e sale, commerciavano con i popoli vicini.

### Tairona
I Tairona abitavano le Ande della Colombia settentrionale, e precisamente la catena montuosa della Sierra Nevada de Santa Marta. I Tairona erano divisi in due gruppi: i Taironas costieri del mare Caraibico ed i Tairona montani delle alture della Sierra Nevada de Santa Marta.
I Tairona marini pescavano e producevano sale, che poi commerciavano in cambio di vestiti e coperte di cotone con i propri fratelli delle montagne. Entrambi i gruppi (Muisca e Tairona) erano numerosi, abitavano città ben organizzate collegate tra loro da strade in pietra.

## L'arrivo degli spagnoli
Questo territorio fu scoperto dal navigatore spagnolo Alonso de Ojeda nel 1498 durante uno dei viaggi di Cristoforo Colombo, anche se non sbarcò. Poco tempo dopo Juan de la Cosa, altro esploratore spagnolo, scese a terra nell'odierno Cabo de la Vela (Capo delle vele) nella penisola de la Guajira.
Nel 1502, su un'altra costa della Colombia vicino al golfo di Urabá, alcuni esploratori spagnoli guidati da Vasco Núñez de Balboa visitarono e conquistarono l'area vicina al fiume Atrato fondando Santa María la Antigua del Darién (ca. 1509) e San Sebastian de Uraba (ca. 1508), due dei primi insediamenti delle Americhe.